# The Prom
The Prom je americký filmový muzikál režiséra Ryana Murphyho z roku 2020. Příběh vychází ze stejnojmenného broadwayského muzikálu autorů Chada Beguelina, Boba Martina a Matthewa Sklara. První dva jmenovaní jsou zároveň i autory scénáře k filmu. Hlavní role ve filmu ztvárnili Jo Ellen Pellman, Meryl Streep, James Corden, Nicole Kidman, Keegan-Michael Key, Andrew Rannells, Ariana DeBose a Kerry Washington.
Film měl premiéru ve vybraných amerických kinech dne 4. prosince 2020 a celosvětově byl vydán prostřednictvím Netflixu dne 11. prosince 2020. 

## O filmu
Dee Dee Allen (Meryl Streep), dvojnásobná držitelka ceny Tony, spolupracuje s Barrym Glickmanem (James Corden) na muzikálu o první dámě Eleanor Rooseveltové. Muzikál je ale propadák a kritici v recenzích napíší, že by herci měli zanechat své kariéry. Dee Dee a Barry se rozhodnou zlepšit svůj mediální obraz tím, že se budou věnovat charitě. Brzy se setkají s nešťastnou sboristkou z Broadwaye, Angie Dickinson (Nicole Kidman) a neúspěšným hercem Trentem Oliverem (Andrew Rannells). Společně se rozhodnou pomoci středoškolačce Emmě Nolan (Jo Ellen Pellman), která má zakázáno jít na školní ples, protože na něj chce přijít se svou přítelkyní Alyssou (Ariana DeBose). 

## Obsazení
| Jo Ellen Pellman    | Emma Nolan, středoškolačka, která si prošla coming outem (český dabing: Viktorie Taberyová)     |
| Meryl Streep        | Dee Dee Allen, broadwayská hvězda (český dabing: Zlata Adamovská)                               |
| James Corden        | Barry Glickman, broadwayská hvězda (český dabing: Michal Novotný)                               |
| Nicole Kidman       | Angie Dickinson, sboristka na Broadwayi (český dabing: Kamila Špráchalová)                      |
| Andrew Rannells     | Trent Oliver, neúspěšný broadwayský zpěvák a bývalá seriálová hvězda (český dabing: Marek Holý) |
| Keegan-Michael Key  | Tom Hawkins, ředitel střední školy (český dabing: Michal Dlouhý)                                |
| Ariana DeBose       | Alyssa Greene, Emmina tajná přítelkyně (český dabing: Vendula Příhodová)                        |
| Kerry Washington    | paní Greeneová, Alyssina matka (český dabing: Vanda Károlyi)                                    |
| Kevin Chamberlin    | Sheldon Saperstein, publicista Dee Dee a Barryho (český dabing: Stanislav Lehký)                |
| Sofia Deler         | Shelby, středoškolačka (český dabing: Sabina Rojková)                                           |
| Logan Riley Hassel  | Kaylee, středoškolačka (český dabing: Malvína Pachlová)                                         |
| Mary Kay Place      | Bea, Emmina babička (český dabing: Daniela Bartáková)                                           |
| Tracey Ullman       | Vera Glickman, Barryho matka (český dabing: Vlasta Žehrová)                                     |
| Nathaniel J. Potvin | Kevin, přítel Shelby                                                                            |
| Nico Greetham       | Nick, přítel Kaylee                                                                             |
| Sam Pillow          | Barry Glickman jako teenager                                                                    |

## Soundtrack
Soundtrack k filmu byl digitálně vydán dne 4. prosince 2020. 
1. „Changing Lives“ – Barry, Dee Dee, ostatní
2. „Changing Lives (Reprise)“ – Barry, Dee Dee, Trent a Angie
3. „Just Breathe“ – Emma
4. „It's Not About Me“ – Dee Dee, Barry, Trent, Angie, Tom, paní Greenová, ostatní
5. „Dance with You“ – Emma, Alyssa
6. „The Acceptance Song“ – Trent, ostatní
7. „You Happened“ – Nick, Kevin, Emma, Alyssa, ostatní
8. „We Look to You“ – Tom
9. „Tonight Belongs to You“ – Barry, Emma, Shelby, Kaylee, paní Greenová, ostatní
10. „Tonight Belongs to You (Reprise)“ – Emma
11. „Zazz“ – Angie, Emma
12. „The Lady's Improving“ – Dee Dee, ostatní
13. „Alyssa Greene“ – Alyssa
14. „Love Thy Neighbor“ – Trent, Shelby, Kevin, Nick, Kaylee, ostatní
15. „Barry Is Going to Prom“ – Barry
16. „Unruly Heart“ – Emma, ostatní
17. „It's Time to Dance“ – Emma, Alyssa, Barry, Dee Dee, Trent, Angie, Tom, Sheldon, ostatní
18. „Wear Your Crown“ (závěrečné titulky) – Ariana DeBose, Jo Ellen Pellman, Kerry Washington, Nicole Kidman, Meryl Streep
19. „Simply Love“ (závěrečné titulky) – James Corden